# Rotkäppchen und der Wolf
Rotkäppchen und der Wolf ist ein deutscher Märchenfilm von Fritz Genschow aus dem Jahr 1937. Er basiert auf dem Grimm’schen Märchen Rotkäppchen.

## Handlung
Der Film hat eine Rahmenhandlung, die in schwarz-weiß gedreht wurde und in der Zeit des Nationalsozialismus spielt, und einen Mittelteil, der in Farbe die Geschichte vom kleinen Rotkäppchen, das von der Mutter zur Großmutter mit Kuchen und Wein geschickt wird, erzählt. Auf dem Wege dorthin kommt es durch den dunklen Wald. Es begegnet dem bösen Wolf, dem es verrät, wo das Haus der Großmutter ist. Der Wolf eilt zum Haus der Großmutter, frisst sie mit Haut und Haaren, setzt ihre Haube auf und legt sich ins Bett. Als Rotkäppchen kommt, frisst er es auch. Der „Onkel Jäger“ erscheint als Retter in Uniform samt Hoheitsabzeichen mit Reichsadler und Hakenkreuz und befreit beide aus dem Bauch des Wolfes.